# Eva Koch
Eva Koch és una escultora i videoartista danesa nascuda a Frederiksberg, Dinamarca, el 17 de juny de 1953.

## Biografia
Eva Koch va estudiar Belles Arts a Copenhaguen i Barcelona. El motiu de triar aquesta darrera ciutat va estar que sa mare és aragonesa. Durant la Guerra Civil, després de morir l'avi d'Eva Koch, dos dels fills va ser portats a un orfenat i, una d'ells, Cristobalina, va ser donada en adopció a un pacifista noruec. Aquest, ignorant l'existència de la família natural de Cristobalina, se l'emporta a Noruega. No va ser fins als anys 60, quan Eva Koch era molt menuda, que sa mare es retrobà amb la seua família. Aquesta experiència ha marcat la seua obra i ha donat lloc a la seua videoinstal·lació més coneguda, Villar (2001), que és el nom del poble aragonès d'on és la seua família materna. A Villar, els diferents membres de la família donen la seua versió del que va passar durant aquells anys i reviuen, amb la senzillesa i al marge de tot sensacionalisme, una de tantes històries de famílies destrossades per la Guerra Civil.

## Obra
L'exili involuntari de la mare d'Eva Koch està també relacionat amb un fenomen que interessa especialment a Eva Koch que és el desplaçament humà en forma de migració, viatge o trànsit. Aquest tema ha estat abordat en altres videoinstal·lacions com Trànsit (1997), un video monocanal en el qual es pot veure passar a gent que passa per una cinta transportadora d'un aeroport, mentre s'escolten les veus de megafonia pròpies d'aquests indrets. També, a Crowds(1997), on en tres pantalles diferents, s'observen populoses avingudes plenes de vianants, possiblement a algun país d'extrem orient. Així com en Covet Road (1998), una sèrie de diapositives sobre autovies, o en NoMad o NoMadLand (totes dues de 1998), i el tema de les quals és el "no lloc" (nomansland en anglès). En la primera, es pot veure a uns homes que travessen una mena de plataforma molt estreta sobre l'aigua i als que, de tant en tant, les aigües els banyen els peus. El títol al·ludeix també al nomadisme que ve sempre aparellat als no-llocs, com les autovies, els aeroports, etc. Però amb el joc de majúscules, també indica en anglès "No Mad" (no boig), com si, d'alguna forma, el trànsit constant es relacionara amb la follia. Els vianants venen a convertir-se en metàfora de nosaltres mateixos. El joc de les majúscules és explotat després en el títol de la peça posterior, NoMadLand", una instal·lació sonora en uns grans magatzems, on unes veus repetixen la paraula de manera ambigua generant confusió sobre si el que s'està parlant d'un no lloc o d'un lloc de no bojos.